# Ічі-кілер
Ічі-кілер (яп. 殺し屋１, Koroshiya Ichi) — японський фільм режисера Такаші Міїке, за сценарієм написаним Сакічі Сатоо, на основі однойменної манґи Хідео Ямамото.